# 李树荣
李树荣（1919年—2014年9月9日），陕西省延川县人，中华人民共和国军事将领。

## 生平
1933年，参加中国工农红军，参加清涧战役、直罗镇战役、东征、盐池战役等，抗日战争期间，参加平型关战役、张店战役、沁水战役。第二次国共内战期间，他历任旅政治部副主任、师政治部主任，参加了平汉战役、集宁战役、太师庄战役、郓城战役、淮海战役。中华人民共和国成立后，担任铜仁地委书记兼军分区政委、海军青岛基地航空兵部副司令员、海军北海舰队航空兵部副司令员等职，参加了朝鲜战争。1964年，获海军少将军衔，曾荣获三级八一勋章、二级独立自由勋章、二级解放勋章和一级红星功勋荣誉章。2014年去世。